# Агіос-Кірікос
Агіос-Кірікос (грец. Άγιος Κήρυκος) — невелике грецьке селище на острові Ікарія. Після адміністративної реформи 2011 року, з трьох міст, які були розташовані на острові, було сформувано один муніципалітет — Ікарія. Крім Агіос-Кірікос, до нового муніципалітету увійшли поселення Evdilos і Raches, з яких Агіос-Кірікос має найбільше за чисельністю населення, і займає найменше земельної площі.
Агіос-Кірікос, Агіос як його називають місцеві жителі, є столицею острова, де розташовано більшість державних установ, школи, лікарні і один з двох головних портів острова. Поселення займає площу 74.745 км², а кількість населення становить 2955 чоловік (згідно перепису 2011 року).
Поселення було названо у честь Святого Православної Церкви Кирика, який прийняв смерть у віці трьох років в Малій Азії. Йому присвячений Собор в місті.
Щороку у липні, у Агіос-Кірікос проводиться міжнародний шаховий турнір "Ікарос".